# Zorgboerderij

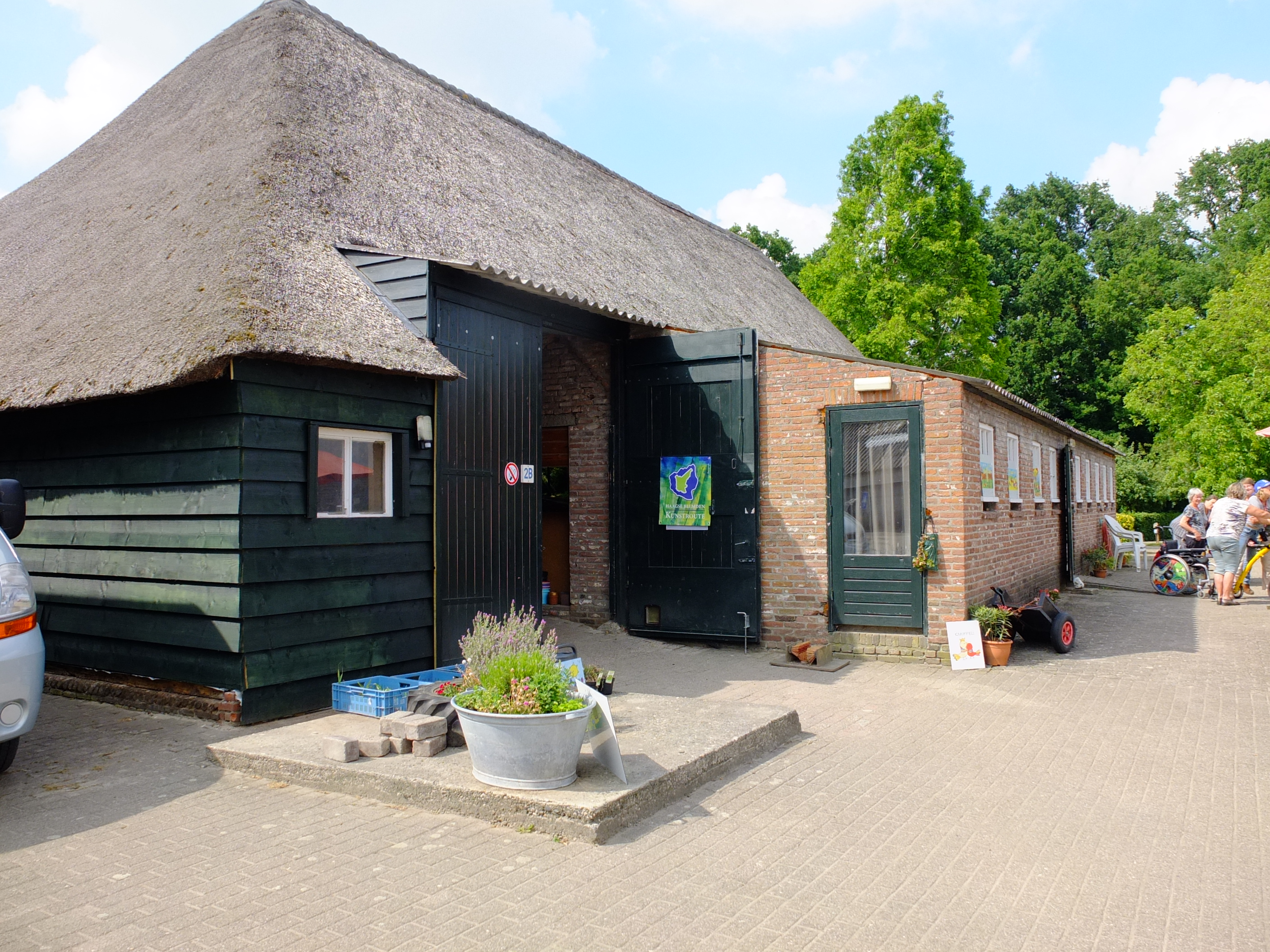
De Kleine Hoeve in Breda

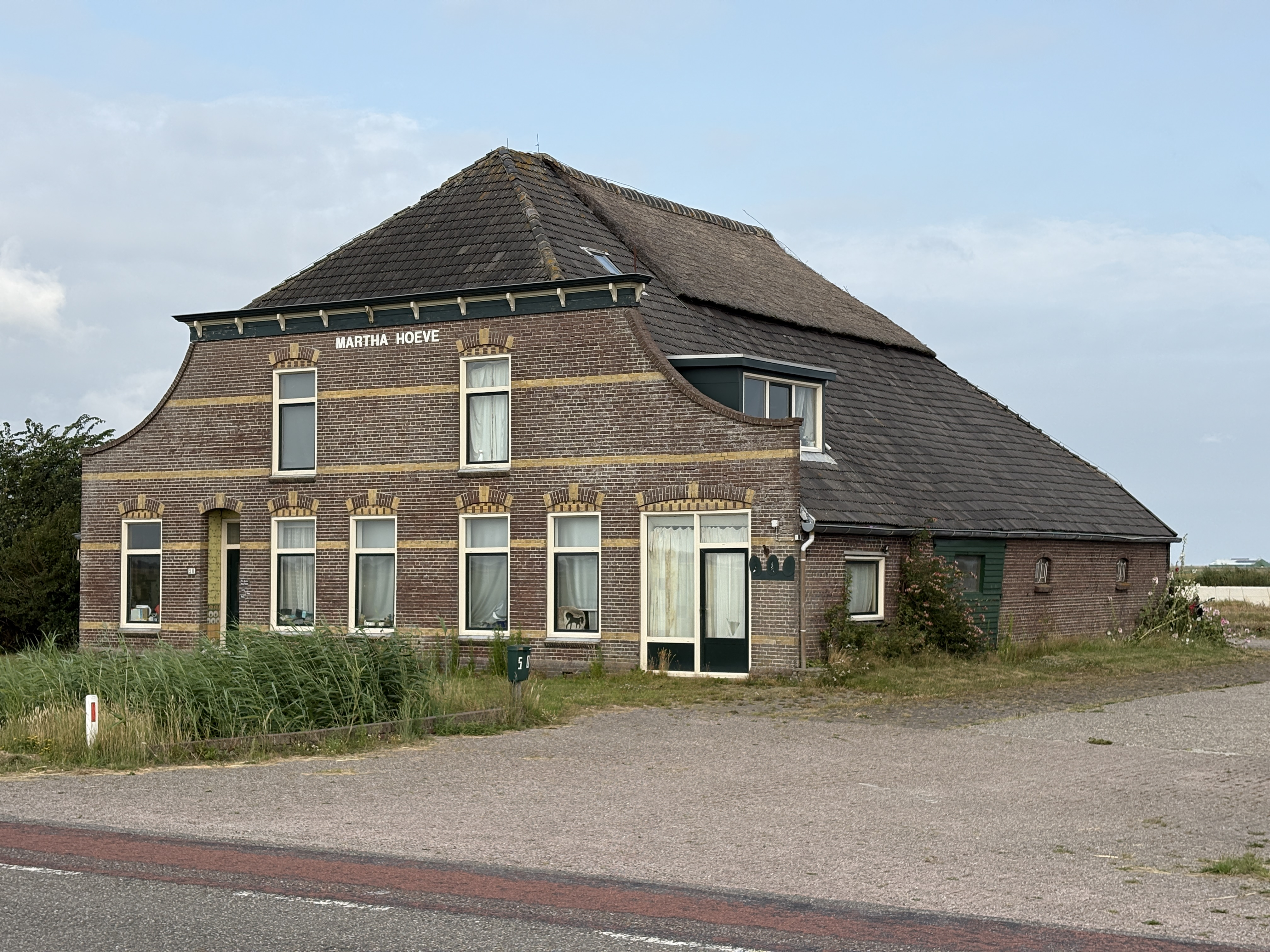
Zorgboerderij Martha Hoeve op Texel

Een zorgboerderij is een boerderij die tegelijk dient als instelling voor dagbesteding voor mensen die zorg of begeleiding nodig hebben, waarbij landbouw en veeteelt gebruikt worden voor het bevorderen van genezing, geestelijke gezondheidszorg, sociale of educatieve zorg. Het gebeurt ook dat veroordeelden tijd moeten doorbrengen op zorgboerderijen. Zorgboerderijen kunnen onder toezicht staande, gestructureerde programma's voor landbouwgerelateerde activiteiten aanbieden, waaronder veeteelt, de productie van gewassen en groenten en bosbeheer.
Veel zorgboerderijen bieden ook andere diensten zoals re-integratie, wonen, onderwijs en verschillende vormen van begeleiding.
Zorgboerderijen kunnen subsidies krijgen van de overheid om deze diensten aan te bieden.